# Văn Tự
Văn Tự là một xã thuộc huyện Thường Tín, thành phố Hà Nội, Việt Nam.

## Thông tin địa lý
Xã Văn Tự có diện tích 5,15 km². Theo Tổng điều tra dân số năm 1999, xã Văn Tự có dân số 7.097 người.
Đầu thế kỷ 19, làng Văn Tự thuộc tổng Vạn Điểm huyện Thượng Phúc phủ Thường Tín trấn Sơn Nam Thượng.
Địa giới hành chính: 

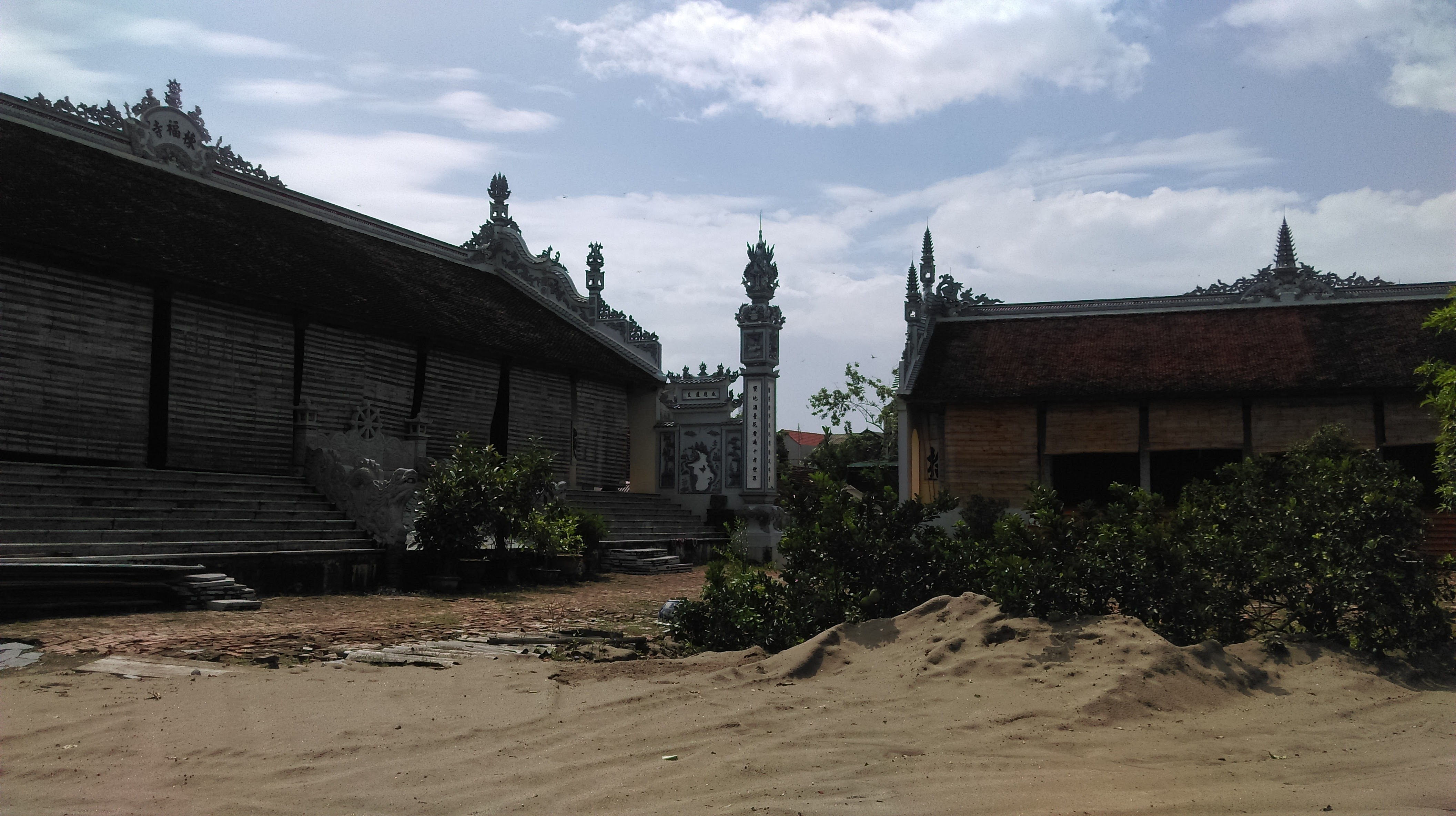
Chùa Đinh Xá

- Phía đông giáp các xã Thống Nhất và Vạn Điểm (huyện Thường Tín).
- Phía nam giáp xã Minh Cường (huyện Thường Tín) và các xã Quang Trung và Đại Thắng (huyện Phú Xuyên).
- Phía tây giáp các xã Đại Thắng và Phượng Dực (huyện Phú Xuyên).
- Phía bắc giáp các xã Nghiêm Xuyên và Tô Hiệu (huyện Thường Tín).